# Lesní železnice Covasna – Comandău
Lesní železnice Covasna – Comandău je z technického hlediska nejpozoruhodnější lesní dráhou v Rumunsku. Trasu tvoří dva samostatné úseky, mezi kterými se dopravovaly jednotlivé vozy pomocí pozemní lanové dráhy. 

## Historie
Trať o rozchodu 760 mm z nádraží v Covasně do Comandău byla uvedena do provozu v roce 1892. Transylvánská lesní společnost měla první pilu ve vsi Gyula, krátce na to zřídila pilu i v Comandău, které se stalo i hlavní stanicí železnice. Tratě postupně pronikly do údolí Malé i Velké Bisky a dosáhly až k Nehoiu. V době největšího rozkvětu dosáhla síť délky přibližně 200 km. 
Počátkem 70. let začal úpadek celého systému. Po povodních byly v letech 1969 až 1974 postupně opuštěny tratě v údolích Velké a Malé Bisky.  Zároveň se začaly v přepravě dřeva prosazovat automobily. V roce 1991 byla opuštěna trať na jih od Comandău včetně stanice Gyula. Po privatizaci lesního hospodářství byly změněny přepravní toky a většina dřeva se začala vozit nákladními automobily na opačnou stranu Karpat. Poslední dočasný vzestup provozu zažila dráha po velké vichřici v roce 1995, která způsobila rozsáhlé polomy, avšak pila v Comandău zpracovávala pouze zlomek z celkového objemu těžby - kolem 10.000 kubických metrů dřeva ročně. Další ranou byl požár v Údolí víl v roce 1996, který poškodil lanovou dráhu, avšak provoz byl obnoven. Definitivní zastavení provozu dráhy přišlo v říjnu 1999. Zároveň byla uzavřena pila v  Comandău, což způsobilo nárůst nezaměstnanosti v tomto městečku až na 90%.

## Popis tratě
Dolní úsek tratě spojuje nádraží v Covasně s dolní stanicí lanovky v Údolí víl (Văii Zânelor). Jeho délka je 5,8 km. Provozní zázemí tohoto úseku se nachází v areálu pily vedle nádraží. 
Horní úsek měří 14,2 km, ve většině délky své trasy vede ve společné stopě se silnicí. V Comandău překonává řeku a přes areál pily, kde bylo umístěno i provozní zázemí horního úseku dráhy, ústí do nádraží.  
Provoz zajišťovaly v poslední době převážně čtyřspřežní lokomotivy řady 764 s Klien-Lindnerovými nápravami stavěné od 50. let v lokomotivce Reșița, později ještě počátkem 80. let v Reghinu. Výjimkou byla v horním úseku lokomotiva 763-247 (Krauss München, 1916) s uspořádáním náprav 2´C, která sloužila až do zastavení provozu a dodnes je udržována v provozuschopném stavu. Pro úplnost je ještě třeba zmínit normálněrozchodný trojspřežní stroj N3-404 (Borsig, 1909), který obsluhuje pilu v Covasně.

## Lanovka
Lanovka (rumunsky Planul Înclinat, maďarsky Sikló) byla vybudována v letech 1886 - 1889. Stavbu zahájil David Horn, ale poté, co společnost převzala rodina Groedelových, byl stavbou pověřen Emil Lux. Provoz byl oficiálně zahájen v roce 1890 a trval v prakticky nezměněné podobě až do roku 1999. Podobné zařízení bývalo na této síti ještě jedno - u obce Năruja.

### Popis
Lanová dráha pracuje na gravitačním principu bez dalšího zdroje pohonu. Je to umožněno tím, že náklad se vozí z hor do údolí. Trať lanovky je ve spodní části jednokolejná, v horní části tříkolejnicová. Uprostřed je výhybna opatřená na spodním konci klasickou výhybkou. Po dráze se pohybují dva čtyřnápravové vozy s horní plochou o rozměrech 3×6 m, opatřenou kolejí s rozchodem 760 mm. Vozy jsou zavěšeny na jediném tažném laně, které je v horní stanici vedeno přes lanáč, který je brzděn pásovou brzdou s dřevěnými špalíky. Lano je podpíráno dřevěnými válečky. Žádný systém nouzového brzdění zde použit není. Pojezd vozů tvoří na rozdíl od většiny lanových drah klasická železniční dvojkolí. 
Dvojice oplenových vozíků se dřevem nebo bez jsou přepravovány jednotlivě. K manipulaci s vozíky v koncových stanicích sloužili koně. Po zajištění vozíků na plošině vozu a povolení brzdy v horní stanici se dráha dala do pohybu. Na výhybně, kde stály vozy těsně vedle sebe, se ručně přetahovala železná závaží, aby vůz v horní části dráhy, která vedla v menším sklonu, byl více zatížen.
Zaměstnanci lesní železnice ochotně umožnili svezení případným zájemcům. V horní stanici se nacházely dvě varovné tabule. Jedna oznamovala, že přeprava osob je na lanovce přísně zakázána, na druhé pak bylo upozornění, že v případě úrazu nenese společnost jakoukoli odpovědnost. 

### Další technické údaje
- Průměrný sklon horní části: 268 ‰
- Průměrný sklon dolní části: 280 ‰
- Rozchod: 1450 (1445) mm (Údaje se liší.)
- Průměr lana: 28 mm

## Budoucnost lesní železnice
Po zastavení provozu vzniklo v březnu 2002 občanské sdružení, které má za cíl tuto lesní železnici včetně lanové dráhy zachovat. Podařilo se částečně obnovit spodní úsek, uskutečnilo se několik jízd. Bohužel v současné době (únor 2007) stále naráží sdružení na nevyřešené majetkové problémy, které brání i využití fondů EU. Veškeré fyzické aktivity proto utichly v září 2004. 
Z technického hlediska je největším problémem způsob zachování a případného provozování lanovky, která tuto železnici činí ve světě naprosto unikátní. Systém, který zde fungoval více než století je dnes z bezpečnostního hlediska absolutně nepřijatelný, zvláště pak při uvažování přepravy osob. Přestavba by byla velmi nákladná, nehledě na ztrátu historické hodnoty.

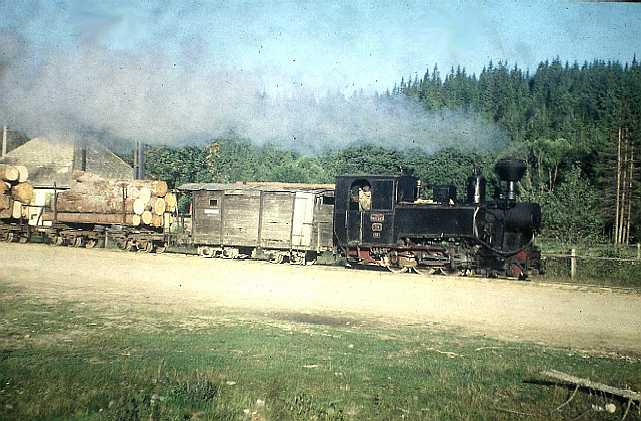
Vlak lesní železnice v Comandau - léto 1996
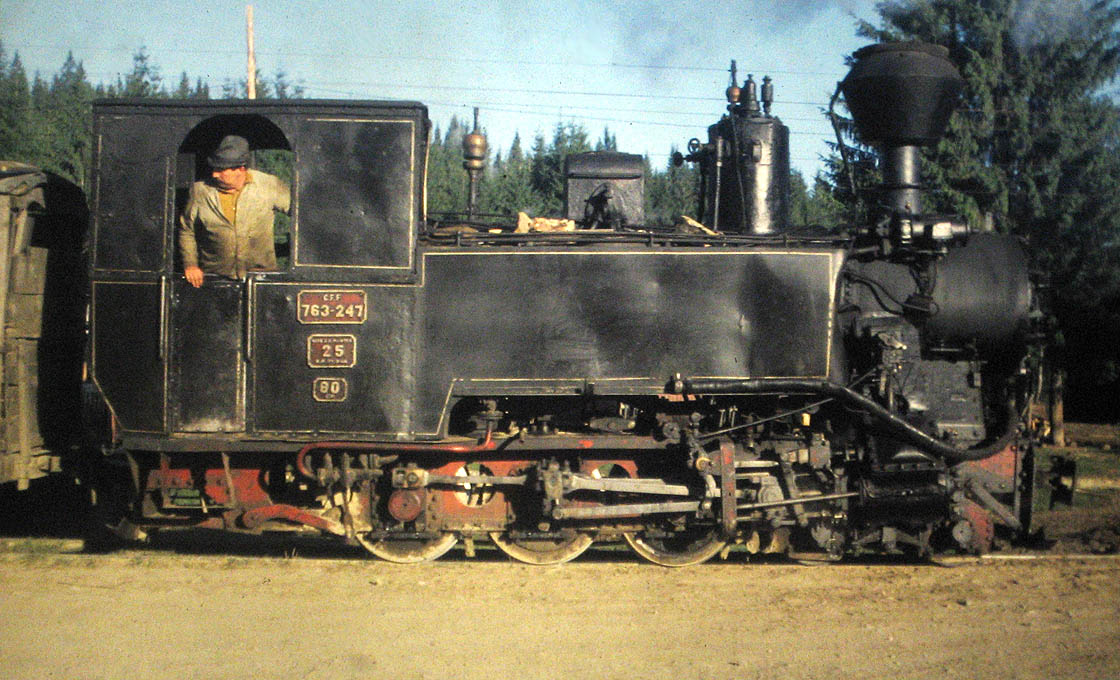
Lokomotiva od firmy Krauss Mnichov, 1916
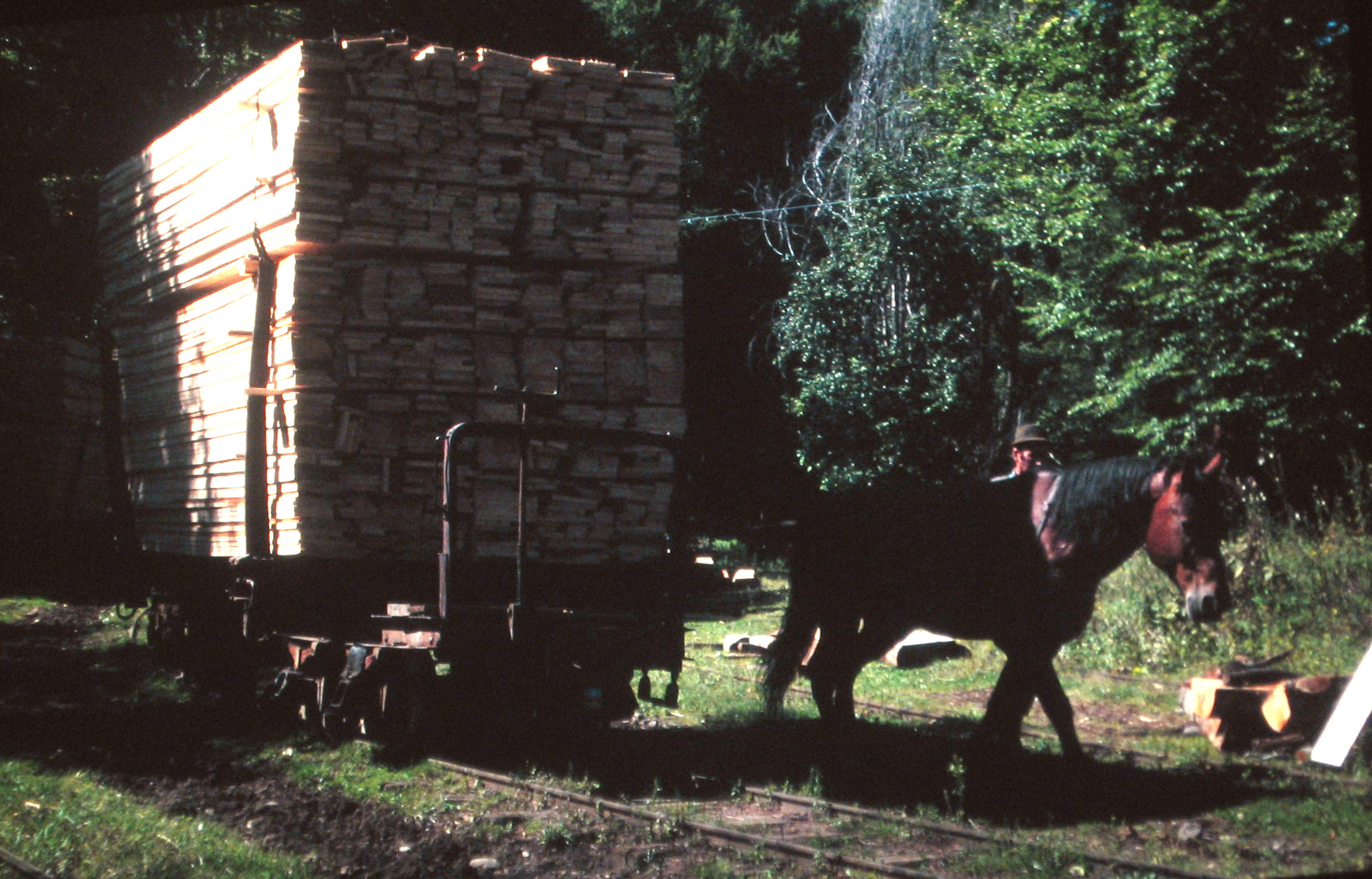
Dvojice oplenových vozů se dřevem se nakládaly a vykládaly pomocí jedné koňské síly.
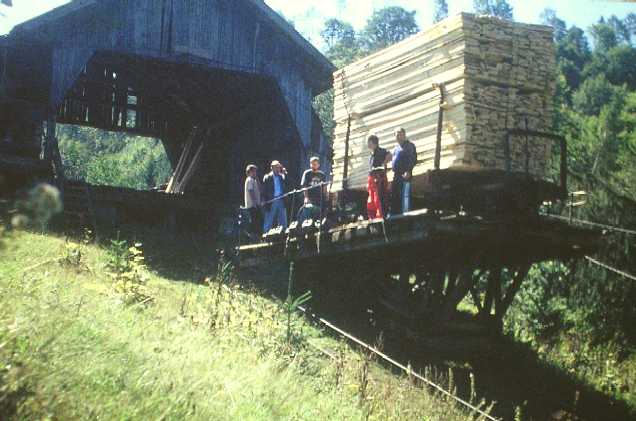
Zaměstnanci CFF ochotně svezli případné zájemce - léto 1996.
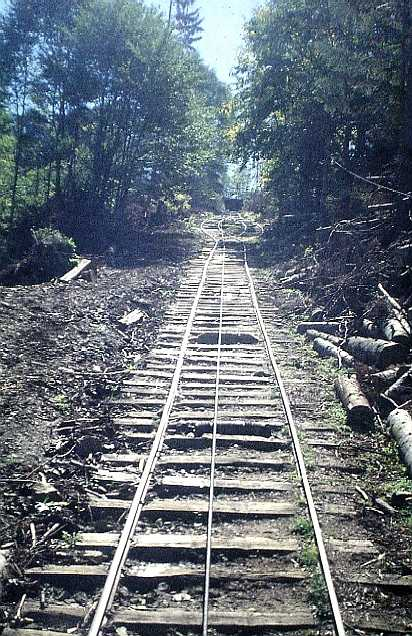
Spodní část tratě svážnice s výhybnou - léto 1996.
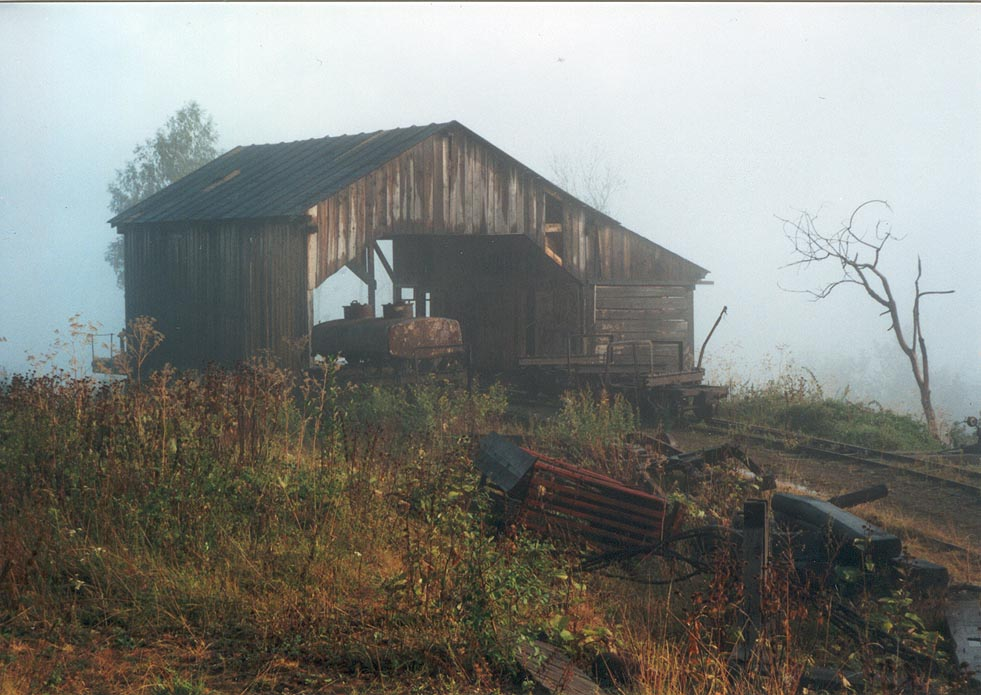
Opuštěná horní stanice v létě 2000.
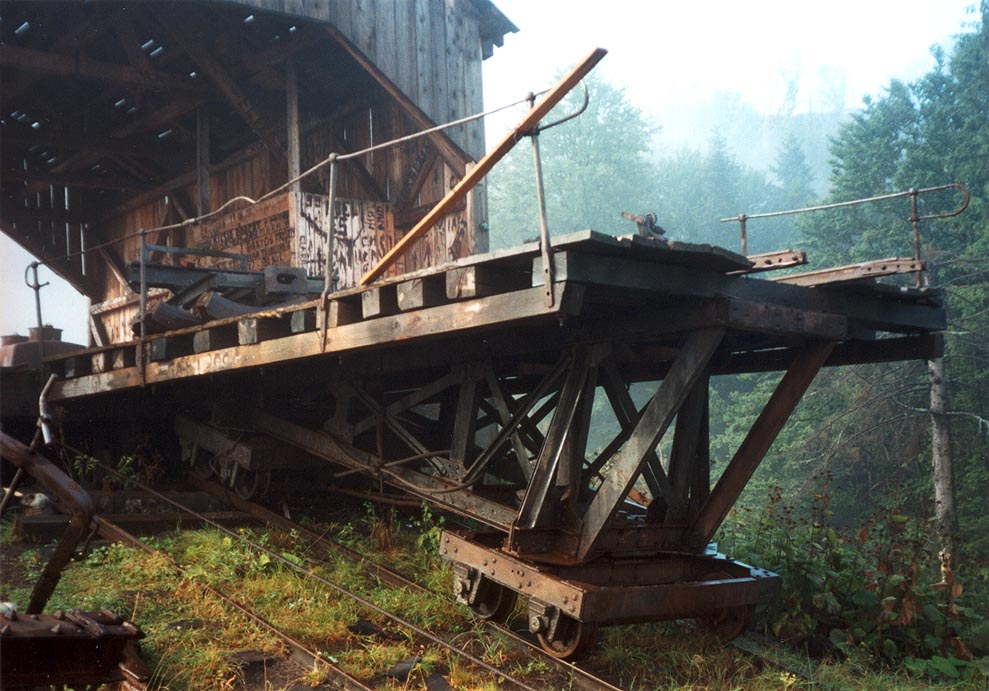
Vůz v horní stanici
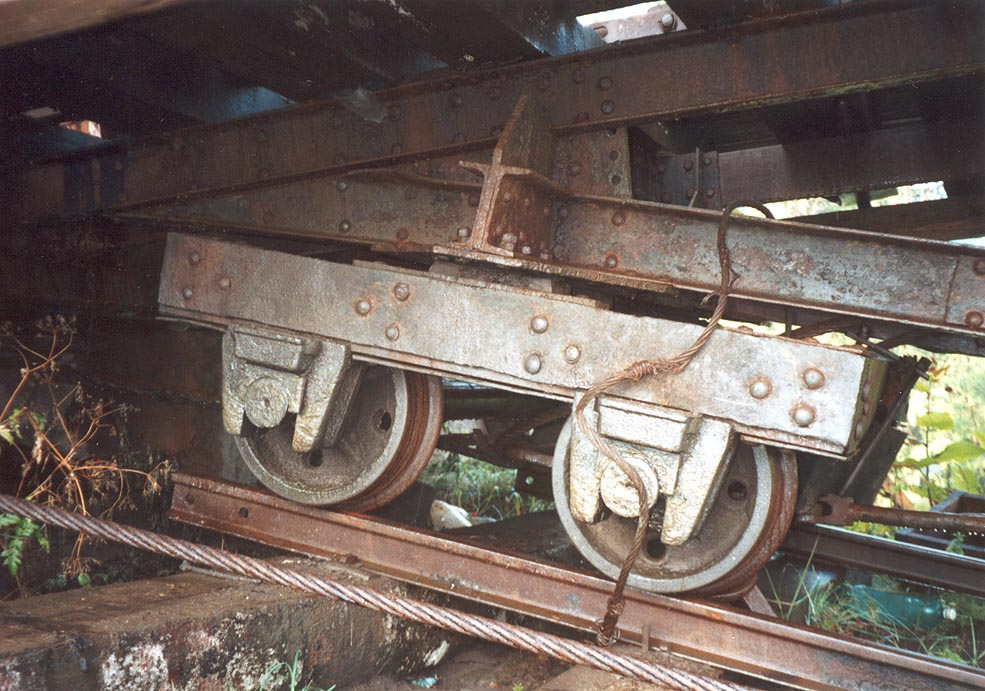
Detail podvozku
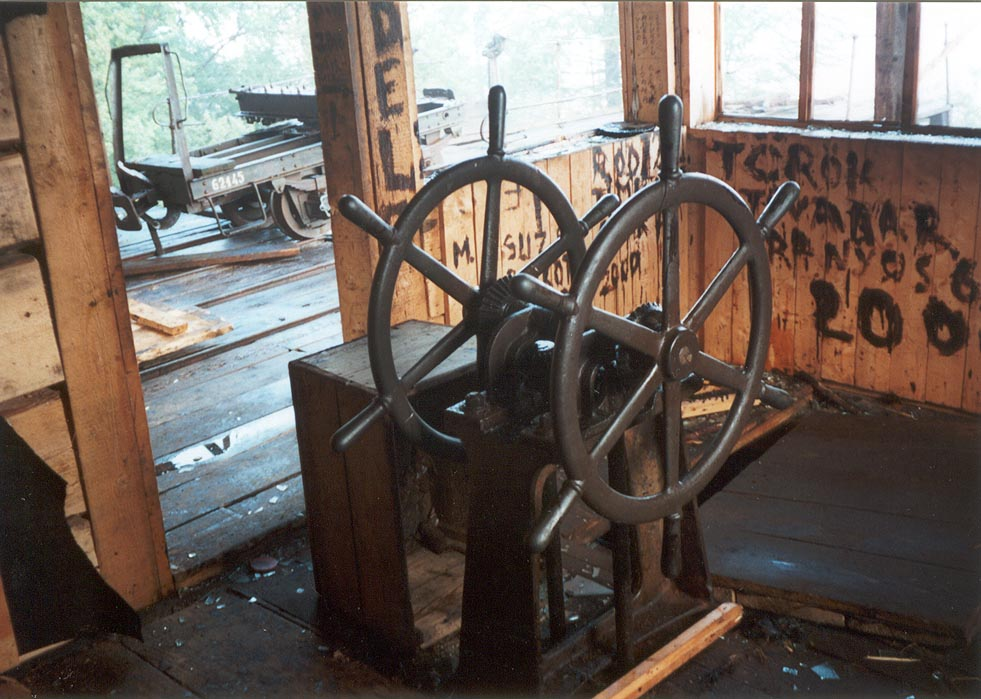
Kola brzdy v horní stanici